# Heterobathmia
Heterobathmia é um gênero de pequenas mariposas metálicas e de hábitos diurnos, pertencentes à Superamília Heterobasthmoidea, subordem Heterobathmiina. Trata-se atualmente do único gênero da família Heterobathmidae e da subordem, motivo pelo qual aqui possuem uma entrada léxica única. São consideradas evolutivamente primitivas, sendo desprovidas de espirotrombas ou hastelos que caracterizam os táxons da subordem Glossata. As cinco espécies conhecidas são nativas do sul da América do Sul, cujos adultos estão associados às árvores Faias-do-Sul, de importância econômica em alguns países como o Chile. O adultos das mariposas Heterobathmia alimentam-se do pólen, e suas larvas são minadoras das folhas. Ainda não há espécies do grupo registradas no Brasil, mas provavelmente por falta de estudos especializados.

### Lista de Espécies
- Heterobathmia pseuderiocrania
- Heterobathmia diffusa
- Heterobathmia valvifer
- Heterobathmia megadecella
- Heterobathmia nielsenella